# Inheems monument (Albina)
Er staat een inheems monument staat aan de oever van de Marowijne-rivier in Albina, Suriname.
Het monument werd op 13 december 1996 onthuld ter gelegenheid van het 150-jarig bestaan van Albina en is het eerste inheemse monument. Het beeld werd gemaakt door Jozef Klas en stelt een inheemse man en een inheemse vrouw voor.
Andere monumenten in Suriname voor inheemsen staan in Groningen, in Nieuw-Nickerie en in Paramaribo.